# Spread Your Wings
„Spread Your Wings“ е рок балада на британската рок група Куийн, издадена в албума News of the World от 1977 година. Написана от басиста Джон Дийкън, песента е издадена, като сингъл заедно със „Sheer Heart Attack“ през 1978 година. „Spread Your Wings“ включва бас китарата на Джон Дийкън, вокалите и пианото на Фреди Меркюри, китарата Брайън Мей и барабаните на Роджър Тейлър. Изпълнението на песента на живо се появява в албума Live Killers от 1979 година. Песента достига номер 34 в Обединеното кралство.
Текстът на песента описва проблемен млад мъж на име Сами, който работи в адвокатската колегия на Емералд, кaо мие пода. Разказвачът на песента (Меркюри) насърчава Сами да преследва мечтите си, казвайки му да „разпростре крилете си и да отлети надалеч“.

## Състав
- Фреди Меркюри: водещи и беквокали, пиано
- Брайън Мей: китари, беквокали, пиано
- Роджър Тейлър: барабани, перкусия, беквокали,
- Джон Дийкън: бас